# Bruce Aylward

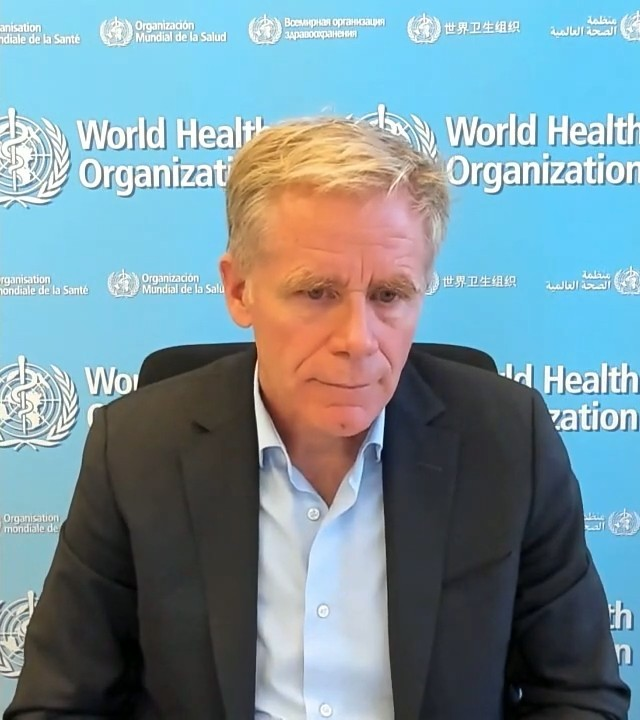
Bruce Aylward

Bruce Aylward (* vor 1960 in St. John’s) ist ein kanadischer Arzt und Epidemiologe. Er wurde im Zusammenhang der Covid-19-Pandemie zum Co-Leiter der gemeinsamen Mission der Weltgesundheitsorganisation und Chinas zur Bekämpfung der Coronavirus-Krankheit ernannt. Besondere Aufmerksamkeit erhielt er für den Abbruch eines Interviews mit unabhängigen Journalisten auf die Frage, warum die WHO rechtzeitige Warnungen Taiwans vor einer möglichen Pandemie ignoriert habe.

## Leben
Aylward promovierte 1985 an der Memorial University in St. John’s, Neufundland.

## Covid-19-Interview-Kontroverse
Das Interview fand am 28. März 2020 per Video-Verbindung über das Internet statt. Als die Hongkonger Journalistin die Frage stellte, ob die WHO die Aufnahme Taiwans in die WHO in Erwägung ziehen würde, verhielt sich Aylward zunächst so, als ob er die Frage akustisch nicht verstanden habe. Als die Journalistin daraufhin die Absicht äußerte, die Frage erneut zu stellen, entgegnete Aylward, dass sie gleich zur zweiten Frage übergehen solle. Die Journalistin ließ nicht locker und stellte die Frage zu Taiwan erneut. Darauf brach die Internetverbindung ab. Die Journalistin rief ihn daraufhin erneut über das Internet an und fragte, wie Aylward die Leistungen Taiwans bei der Eindämmung des Coronavirus beurteilen würde. Daraufhin äußerte Aylward kurz in allgemein gehaltenen Worten, dass sie „bereits über China gesprochen“ hätten und dass „die verschiedenen Regionen Chinas gute Arbeit geleistet“ hätten. Anschließend dankte er für die Einladung zum Interview, verabschiedete sich und wünschte weiter guten Erfolg bei der Bekämpfung der Pandemie in Hongkong.
Im April 2020 stimmte der Gesundheitsausschuss des Kanadischen Parlaments darauf einstimmig für die Vorladung Aylwards. Die Vorladung folgte zwei abgelehnten Einladungen zu einer Telefonbefragung. Der konservative Gesundheitskritiker Matt Jeneroux erklärte in diesem Zusammenhang: „Die kanadische Regierung hatte die WHO wiederholt als Orientierungshilfe für Entscheidungen zum Schutz Kanadas herangezogen. Ein Kanadier, der auf einem wichtigen WHO-Posten arbeitet, sollte transparent im Umgang mit vorhandenen Informationen sein und erklären, welche Faktoren das Denken der Organisation beeinflussen“. Die WHO ernannte Aylward zum Mitglied ihres Globalen Führungskomitees in Genf.